# North Barrow
North Barrow is een civil parish in het bestuurlijke gebied South Somerset, in het Engelse graafschap Somerset met 233 inwoners.